# 吉辛斯
吉辛斯（英語：Cousins）是一個姓氏，可以指：
- 德马库斯·考辛斯
- 賈利爾·卡森斯
- 柯克·卡曾斯
- 诺曼·考辛斯
- 理查德·考辛斯
- 羅賓·卡曾斯
- 乔丹·考辛斯
- 杜安·卡曾斯